# Staustufe Aldingen
Die Staustufe Aldingen ist eine Flussstaustufe des Neckars in Aldingen und umfasst eine Schleuse am – in Fließrichtung des Neckars gesehen – rechten Ufer sowie ein zweifeldriges Wehr und ein Kraftwerk am linken. Die Schleuse hat zwei Kammern und ist mit Stemmtoren ausgestattet, sie ist auf dem anstehenden Fels gegründet. Über die Staustufe führt eine Wehrbrücke, auf der eine öffentliche Straße verläuft.

## Lage
Die Staustufe ist, von der Neckarmündung in den Rhein an aufwärts gezählt, die 20. Anlage und liegt zwischen der Staustufe Poppenweiler und der Staustufe Hofen. Sie befindet sich beim Stadtteil Aldingen der Stadt Remseck am Neckar etwas mehr als ein Kilometer flussaufwärts von der Mündung der Rems. 

## Geschichte
Staustufe und Wehrbrücke sind 1937 im Zusammenhang mit der von Otto Konz geleiteten Neckarbegradigung erbaut worden. Anstelle der Aldinger Mühle, die bis 1937 als Wassermühle betrieben wurde, übernahm das zugehörige Kraftwerk die Nutzung der Wasserkraft des Neckars bei Aldingen. Entgegen den beim Bau der Staustufe Heidelberg von Paul Bonatz gegebenen Empfehlungen, befindet sich die Wehrbrücke an der Unterwasserseite der Staustufe. Die Aldinger Staustufe ist damit eine der ersten Anlagen, die von diesen Empfehlungen abweicht, obwohl Bonatz möglicherweise selbst am Entwurf beteiligt war. Die Schleusenanlage konnte vor Ausbruch des Zweiten Weltkrieges nicht mehr in Betrieb genommen werden. 
Kurz vor Kriegsende 1945 wäre die als Feldweg konzipierte Brücke beinahe vom Volkssturm gesprengt worden, vordringende französische Truppen konnten das vereiteln und besetzten die Brücke. Sie war damit in den letzten Kriegstagen die einzig verbliebene, befahrbare Neckarquerung im Bereich der Wasserstraßengebietsverwaltung Stuttgart. Im Jahr 1956 wurde schließlich auch die Schleusenanlage in Betrieb genommen. Heute verbindet die Brücke den Aldinger Ortskern mit dem "Gewerbepark Aldinger Schleuse".
Zuletzt  war die Schleuse 2021 nach einer wegen Betonschäden und veralteter Technik notwendig gewordenen Grundinstandsetzung wieder eröffnet worden. Dabei wurde zudem die Schleusenlänge für 110 m lange Schiffe optimiert. Langfristig soll die Schleusenanlage, wie auch der gesamte Neckar, für 135 m lange Schiffe ertüchtigt werden.